# Cheiron Studios
Cheiron Studios foi um estúdio de gravação musical localizado no distrito de Kungsholmen em Estocolmo, Suécia. Foi fundado em 1992 por Denniz Pop e Tom Talomaa e produziu diversas canções de sucesso para artistas populares de meados dos anos 90 a início dos anos 2000, que incluem Backstreet Boys, Boyzone, Robyn, N'Sync, Britney Spears, Westlife, entre outros. Além disso, o Cheiron Studios também foi uma gravadora (denominada como Cheiron Records) afiliada à BMG por um tempo e um serviço de publicação de música (Cheiron Songs), embora esses empreendimentos tenham sido abandonados em favor da produção musical.
Após a morte de Denniz Pop em 1998, o Cheiron Studios fechou em 2000. Talomaa e um de seus principais produtores Max Martin, reformularam a empresa nomeando-a como The Location. Atualmente, o estúdio pertence à Roxy Recordings, que também inclui os estúdios Hanssonic de Anders Hansson.

## História

### 1986–1991: Remixed Records
Em 1986, um grupo de dez disc jockeys suecos fundou o "SweMix", um serviço de remix. Entre eles estavam Denniz Pop (nascido Dag "Dagge" Volle), René Hedemyr (JackMaster Fax), Sten Hallström (StoneBridge), Emil Hellman (SoundFactory) e Johan Järpsten (JJ). No inicio, eles estavam produzindo e distribuindo remixes de faixas sem permissão, os chamados "bootlegs", para distribuição de forma underground e limitada em seu recém-criado estúdio, Remixed Records.
Apesar de ser um coletivo underground, o Remixed Records foi notado não apenas pela Escandinávia, mas também pela Alemanha, Itália e Holanda. Tom Talomaa, proprietário de uma boate, se envolveu e apoiou o estúdio com equipamentos mais sofisticados. Artistas começaram a participar do SweMix para conseguir um acordo ou uma produção. Como resultado dos pedidos, foram iniciadas duas gravadoras: Basement Division para as gravações alternativas e SweMix Records via Swedish Sonet para gravações comerciais.
A SweMix Records assinou com artistas dance suecos como Dr. Alban, Kayo, Dayeene, Leila K. e obteve seu primeiro maior êxito comercial em 1990 com "Hello Afrika" de Dr. Alban, produzido por Denniz Pop. Em 1991, a empresa foi dividida e vendeu a Remixed Records para Giovanni Sconfienza, que mais tarde a converteu em um selo completo (liberando material de artistas como Solid Base e Sonic Dream Collective).

### 1992–1994: Fundação do Cheiron Studios, Ace of Base, Max Martin e aumento na equipe
No ano seguinte, a SweMix Records se dividiu em SweMix Productions e SweMix Records & Publishing. Este último foi vendido à BMG e adquirido por Denniz Pop e Tom Talomaa, que o renomeou como Cheiron Studios e começou a trabalhar no mesmo em 1992. A SweMix Productions, no entanto, continuou como uma produtora e, alguns meses depois, o produtor e DJ StoneBridge ficou famoso com seu remix de da canção "Show Me Love" da cantora estadunidense Robin S., que colocou a Suécia no mapa internacional da música de clube.
A gravadora dinamarquesa Mega Records enviou a Denniz Pop uma fita demo de uma banda sueca então desconhecida, chamada Ace of Base. E embora a princípio Denniz não tenha ficado particularmente impressionado, a fita ficou presa no som do carro, o levando a ouvir diversas vezes o material e decidindo produzir a faixa, o que lhe rendeu diversas mudanças e fazendo com que o gênero reggae se encaixasse a canção. O material foi gravado no estúdio SweMix por Denniz e recebeu o novo título de "All That She Wants". A faixa foi um sucesso inesperado e catapultou tanto o Ace of Base quanto o Denniz Pop para o estrelato. 
O coletivo SweMix e Denniz Pop se separaram devido a diferenças criativas. Quando Denniz iniciou a Cheiron Studios, ele começou a trazer influências de outros estilos musicais que não apenas a dance music. Artistas suecos como Leila K., Papa Dee, Rob'n'Raz e Herbie tiveram sucesso com ele. Suas tentativas iniciais de formar uma editora musical foram um fracasso, pois a maioria dos álbuns não teve êxito e o financiamento de videoclipes era muito caro. Como tal, eles começaram a se concentrar em quais eram seus pontos fortes: escrever e produzir músicas. As solicitações dos serviços de Denniz aumentaram à medida que mais artistas desejavam seu som, habilidade e senso para o que estava funcionando nas pistas de dança. Para lidar com as ofertas, ele começou a contratar mais pessoas porém com a mesma abordagem. Eles começaram a trabalhar com artistas estrangeiros em 1994 através da Zomba, que também era de propriedade da BMG.
Enquanto Cheiron ainda era uma gravadora, Denniz buscava um estilo de música para trabalhar que fosse mais pesado. Talomaa prometeu trazer uma banda sueca de glam metal chamada It's Alive e ofereceu um acordo para lançar seu segundo álbum de estúdio, Earthquake Visions (1993) e fez com que Denniz modelasse o som das canções antes do lançamento inicial do material, que não conseguiu obter êxito comercial. Entretanto, Denniz considerou que seu vocalista, Max Martin (que utilizava o nome artístico de Martin White na banda) escrevia ótimas canções, ele então perguntou a Martin se ele poderia escrever músicas para eles e logo Martin se juntou à Cheiron como um produtor interno. Sua parceria provou ser bem-sucedida, já em sua primeira colaboração, com o single "Wish You Were Here" do grupo sueco Rednex, lançado em 1995, alcançou o primeiro lugar em diversos países europeus. 
Em seguida, Cheiron contratou a dupla John Amatiello e Kristian Lundin (coletivamente conhecidos como "Amadin") como compositores e produtores. Eles já estavam trabalhado com a gravadora Dr. Records de Dr. Alban e obtido sucessos através do selo Cheiron / Pitch Control AB. David Kreuger e Per Magnusson  juntaram-se à equipe para produzir canções para vários artistas suecos e internacionais de renome.
Em 1994, Denniz e Amadin ajudaram Dr. Alban a produzir seu terceiro álbum de estúdio, Look Who's Talking, que alcançou a certificação de ouro na Suécia. Além disso, o cantor e compositor sueco E-Type concordou em produzir canções com Denniz, Martin e Amandin para seu bem-sucedido álbum de estreia, Made in Sweden, que incluiu as canções populares “Set the World on Fire” e “This is the Way”.

### 1995–1998: Backstreet Boys, morte de Denniz Pop e Britney Spears
Estes êxitos comerciais estimularam a equipe do Cheiron a progredir e os anos seguintes marcariam as maiores realizações do estúdio, que iniciou-se em 1995, quando o grupo Zomba enviou o quinteto estadunidense Backstreet Boys a Europa. O grupo estava disposto a colocar suas carreiras nas mãos de Denniz devido ao sucesso estadunidense do Ace of Base e iniciar sua incursão pelo mercado europeu. Kristian Lundin, Angelo Negron e John Amatiello também colaboraram em seu álbum de estreia autointitulado, que foi lançado em 1996 e incluiu os êxitos "We've Got It Goin' On" (escrito por Denniz Pop, Max Martin e Herbie Crichlow) e "Quit Playing Games (with My Heart)", que recebeu a certificação platina e atingiu pico de número dois pela parada estadunidense Billboard Hot 100.
Em seguida, Cheiron produziu o segundo álbum de Ace of Base, The Bridge (1995). Per Magnusson e David Kreuger, o álbum de estreia da cantora sueca DeDe, que se tornou um sucesso instantâneo, especialmente no Japão. Denniz e Martin escreveram duas músicas com a cantora sueca Robyn para seu álbum de estreia, Robyn Is Here (1995): "Do You Know (What It Takes)" e "Show Me Love". Este último entrou no top 10 da Billboard e tornou-se a canção principal do filme sueco Fucking Åmål (1998). Denniz e Martin produziram o êxito número um da cantora sueca Leila K., "Electric" (1995), que teve seu coro cantado por Jessica Folcker. O grupo sueco Army of Lovers também veio ao estúdio para remixar seu single "Sexual Revolution", lançado em novembro de 1994. Um dos sonhos de Denniz era trabalhar com o cantor estadunidense Michael Jackson e ele teve a chance de trabalhar com ele, através da produção de "Gotta Be You", último single a ser lançado de  Brotherhood (1995), álbum de estreia do grupo formado por seus sobrinhos 3T.  
Em 1997, o compositor Andreas Carlsson foi contratado. O grupo irlandês Boyzone procurou o Cheiron em busca de material para lançar seu novo álbum, Where We Belong (1998). Magnusson e Kreuger se uniram ao compositor Jörgen Elofsson, que já havia gravado sua própria música sob o nome "Shane", para escrever a canção "Will Be Yours", a primeira de suas muitas colaborações. Magnusson / Kreuger produziram as novas faixas para "The Actor" e "I'm Gonna Be Around" do grupo dinamarquês Michael Learns to Rock, que foram incluídas no álbum grandes êxitos MLTR (1999).
Em 1998, o Cheiron Studios trabalhou com as novas boy bands Five e N'Sync, e o girl group Solid HarmoniE, além de colaborar com o cantor canadense Bryan Adams. No mesmo ano, Denniz e Martin escreveram canções para a estrela sueca Jessica Folcker, cuja carreira começou como cantora de apoio de Dr. Alban e Ace of Base e que se tornou namorada de Denniz. Seu álbum de estreia, Jessica (1998), se tornou um sucesso instantâneo com singles como "Tell Me What You Like" e "How Will I Know (Who You Are)". Ambos as canções receberam a certificação platina e deram a Folcker uma indicação a premiação sueca Grammis de Melhor Iniciante e Melhor Artista Feminina. Nesse mesmo ano, Denniz recebeu um "Prêmio Especial" do Grammis, compartilhado com Martin, com o "Prêmio de Honra Especial" do júri, por seus êxitos em restaurar a popularidade mundial da música pop sueca e por fazer do país o terceiro maior país exportador musical do mundo. Porém, Denniz estava com problemas de saúde e incapaz de comparecer à cerimônia de premiação, tendo sido diagnosticado com câncer de estômago em novembro de 1997. Martin o visitava frequentemente no hospital para obter opinião sobre suas músicas. Uma dessas canções foi "...Baby One More Time", originalmente escrita para o grupo estadunidense TLC, que a repassou porque estava em hiato.
A ascensão do Cheiron à proeminência internacional foi temperada pela morte de seu fundador. Com apenas 35 anos, Denniz sucumbiu ao câncer em 30 de agosto de 1998. Dessa forma, Martin assumiu o cargo de diretor do Cheiron Studios.
Martin começou a trabalhar com o escritor/produtor Rami Yacoub e Jay Orpin (principal compositor de artistas como a banda Hawthorne Heights) no fim do ano de 1998 para iniciar a produção do próximo álbum do Backstreet Boys, Millennium (1999). Na primavera de 1998, a Jive Records enviou ao estúdio e a Martin, uma jovem estadunidense de 16 anos chamada Britney Spears, para a gravação de um conjunto de canções, incluindo "...Baby One More Time". Seu álbum de estreia, intitulado igual à canção, foi um sucesso internacional e se tornou o álbum mais vendido por um adolescente na história. O single de estreia de Spears, continua sendo a sua canção assinatura. Tanto Millennium quanto ...Baby One More Time, receberam certificação de diamante (tendo vendido mais de dez milhões de cópias cada um nos Estados Unidos).

### 1999–2000: Mais produção, Westlife e fechamento
Em 1 de novembro de 1999, a cantora canadense Celine Dion lançou o single "That's the Way It Is", escrito por Max Martin, Kristian Lundin e Andreas Carlsson, que foi incluído na coletânea de êxitos All the Way... A Decade of Song. A canção se afasta de suas baladas de música pop poderosas, sendo considerada de melodia mais "cativante".   
Magnusson & Kreuger se uniram novamente a Jörgen Elofsson para trabalhar no álbum de estreia da nova boy band irlandesa Westlife. Juntos, eles escreveram três canções que foram colocadas em seu álbum homônimo. A canção "If I Let You Go" foi lançada em agosto de 1999 e alcançou o primeiro lugar na parada de singles do Reino Unido. "Fool Again", incluída no mesmo álbum, também atingiu o topo da parada do Reino Unido.
Em 2000, o Cheiron esteve trabalhando com Britney Spears e seu segundo álbum de estúdio, Oops!... I Did It Again, o single que dá nome ao álbum, foi escrito e produzido por Max Martin & Rami. O álbum quebrou outro recorde de vendas, tornando-o segundo megaêxito consecutivo de Spears. 
As canções gravadas pelo Westlife para o seu segundo álbum de estúdio, Coast to Coast, e a faixa "My Love", escrita e produzida por Per Magnusson & David Kreuger, foram lançadas em outubro do mesmo ano e foram direto para a primeira posição no Reino Unido. Além disso, o Backstreet Boys gravou "Shape of My Heart", escrito por Lisa Miskovsky e Max Martin e Rami, que se tornou o primeiro single de seu quarto álbum de estúdio, Black & Blue, lançado em novembro. O álbum se tornou um enorme sucesso internacional e foi certificado com platina oito vezes somente nos Estados Unidos.
Após a conclusão destes trabalhos e sentindo que haviam alcançado seus objetivos, o Cheiron Studios decidiu fechar suas portas. Talomaa e Martin escreveram no website da empresa a justificativa: "Cheiron foi criado com a intenção de nos divertir, fazer alguns hits e não ficar muito sério sobre isso. Sentimos que o hype do Cheiron se tornou maior que ele [o estúdio] e é hora de sair enquanto estamos à frente".

## Artistas associados ao Cheiron Studios
- Five
- Ace of Base
- Army of Lovers
- Backstreet Boys
- Bon Jovi
- Boyzone
- Britney Spears
- Bryan Adams
- Celine Dion
- Dana Dragomir
- DeDe
- Dr. Alban
- E-Type
- Gary Barlow
- Jessica Folcker
- Leila K
- LFO
- M2M
- Meja
- Michael Learns to Rock
- N'Sync
- Rednex
- Robyn
- Solid HarmoniE
- Vacuum
- Westlife

## Equipe do Cheiron Studios
- Denniz Pop (1993–1998)
- Herbie Crichlow (1993–1999)
- Douglas Carr (1993–1995)
- Max Martin (1994–2000)
- Kristian Lundin (1994–2000)
- John Amatiello (1994–2000)
- Per Magnusson (1994–2000)
- David Kreuger (1994–2000)
- Alexander Kronlund (1995–2000)
- Andreas Carlsson (1996–2000)
- Jake Schulze (1996–2000)
- Rami Yacoub (1997–2000)
- Jörgen Elofsson (1997–2000)
- Alexandra Talomaa (1997–2000)